# すずきけいこ
すずき けいこ（8月31日 - ）は、日本の女性声優、ナレーター。大阪府出身。アズリードカンパニー所属。

## 経歴
養成所に入る前はラジオDJなどの仕事をしていた。

## 出演
太字はメインキャラクター。

### テレビアニメ
- CLANNAD -クラナド-（2007年、少女〈河南子〉）
- リトルバスターズ!（2012年 - 2013年、三枝葉留佳[2][3]、二木佳奈多）- 2シリーズ[一覧 1]
- Rewrite（2016年 - 2017年、中津静流[4]、幼いテンジン[5]）- 2シリーズ[一覧 2]
- ノラと皇女と野良猫ハート（2017年、ナレーション[6]、ノラ母）
- かぎなど（2021年 - 2022年、三枝葉留佳、中津静流、ほしのゆめみ[7]、二木佳奈多[8]、坂上鷹文[9]、河南子[10]） - 2シリーズ[一覧 3]

### 劇場アニメ
- planetarian 〜星の人〜（2016年、ほしのゆめみ[11]）
- 劇場版 クドわふたー（2021年、三枝葉留佳[12]、二木佳奈多[12]）

### OVA
- リトルバスターズ! EX（2014年、二木佳奈多、三枝葉留佳[13]）
- planetarian ～雪圏球～（2021年、ほしのゆめみ[14]）

### Webアニメ
- planetarian 〜ちいさなほしのゆめ〜（2016年、ほしのゆめみ[11]）

### ゲーム
2006年
- 神曲奏界ポリフォニカ（ツゲ・ユフィンリー、ミゼルドリット）
- planetarian 〜ちいさなほしのゆめ〜（ほしのゆめみ）

2007年
- 許嫁（スティンローラ・グラナ・ミシェール）
- デモンパラサイト 悪魔のような天使の彼女（ヒルダ）
- 智代アフター 〜It's a Wonderful Life〜 CS Edition（坂上鷹文、河南子）
- リトルバスターズ!（三枝葉留佳、二木佳奈多）

2009年
- リトルバスターズ! Converted Edition（三枝葉留佳、二木佳奈多）

2011年
- Rewrite（中津静流）

2012年
- 不死鬼譚きゅうこん 千年少女（折原茉樹）
- Rewrite Harvest festa!（中津静流）

2013年
- キサラギGOLD★STAR -NONSTOP GO GO!!-（富良峰英子）
- クドわふたー -Converted Edition-（二木佳奈多）
- 嫁コレ（三枝葉留佳）

2017年
- Rewrite IgnisMemoria（中津静流）

2019年
- 偽りのアリス (2019年−2022年、 グレーテル、ティンカーベル、玄奘三蔵、イカロス、ラビ、中津静流、三枝葉留佳、ほしのゆめみ）

2021年
- planetarian -雪圏球-（ほしのゆめみ）

### ドラマCD
- planetarian ドラマCDシリーズ（2006年 - 2007年、ほしのゆめみ）
- 神曲奏界ポリフォニカ エイフォニック・ソングバード（2013年、ミゼルドリット[21]）
- Key迷言かるた 読み上げCD（2017年、ほしのゆめみ、三枝葉留佳、中津静流）
- Key百人一首 読み上げCD（2019年、二木佳奈多）

### ラジオCD
- ラジオCD「ラジオRewrite 月刊テラ・風祭学院支局」Vol.2（2012年1月27日）

### 同人ゲーム
- ハヴァナクシア（2021年、セピア、カノリャナ）

## ディスコグラフィ

### キャラクターソング
| 発売日         | 商品名                                                                                    | 歌                           | 楽曲                                            | 備考                                |
| -------------- | ----------------------------------------------------------------------------------------- | ---------------------------- | ----------------------------------------------- | ----------------------------------- |
| 2009年12月29日 | リトルバスターズ! キャラクターソング〜佳奈多〜「raison/ピクルスをおいしくするつくりかた」 | 二木佳奈多（すずきけいこ）   | 「raison」 「ピクルスをおいしくするつくりかた」 | ゲーム『リトルバスターズ!』関連曲   |
| 2010年5月21日  | KSL Live World 2010 way to the Kud-Wafter                                                 | 二木佳奈多（すずきけいこ）   | 「raison -Crystal Cube Mix-」                   | ゲーム『リトルバスターズ!』関連曲   |
| 2021年1月      | planetarian 〜雪圏球〜 オリジナル・サウンドトラック                                       | ほしのゆめみ（すずきけいこ） | 「Twinkle Starlight」                           | OVA『planetarian 〜雪圏球〜』関連曲 |

### シリーズ一覧
1. ↑  第1期（2012年 - 2013年）、第2期『〜Refrain〜』（2013年）
2. ↑  1stシーズン（2016年）、2ndシーズン（2017年）
3. ↑  シーズン1（2021年）、シーズン2（2022年）